# Њипасед
Њипасед (рус. Непоседы) дечја је музичка група, формирана у Москви, Русији 1991. године. Сам назив односи се на немирну децу, која нису у стању да мирно седе на једном месту.
Међу најуспешнијим, сматрају се чланице групе t.A.T.u. - Јулија Волкова и Лена Катина, које су чиниле њен састав од 1997. до 1999. Сматра се да је Јулија Волкова из групе избачена због недоличног понашања (пушења, опијања, псовања), иако су они то негирали. Убзро након ње, исте године групу напушта и Лена Катина .
Руски поп певачи, Сергеј Лазарев и Влад Топалов из групе Smash!! такође су били чланови Њипаседа.
Група и данас постоји, а 2006. су издали CD Nam 15 let! поводом 15 година постојања.

### Дискографија
- 1997: Pust Mirom Pravit Lyubov
- 2001: 10 let - Luchsheye
- 2005: Vzroslyye i deti
- 2006: Nam 15 let!